# Janina Słowińska
Janina Słowińska z domu Gościniak (ur. 2 października 1931 w Bydgoszczy, zm. 17 czerwca 2020 w Mount Pocono (USA)) – polska lekkoatletka, wielokrotna mistrzyni Polski.

## Życiorys
Była mistrzynią Polski w biegu na 80 m przez płotki w 1949, 1951 i 1958 oraz w skoku wzwyż w 1953. Zwyciężyła również w halowych mistrzostwach Polski w biegu na 60 m przez płotki w 1949, na 50 m przez płotki w 1950 i na 80 m przez płotki w 1955.
W latach 1949–1959 startowała w szesnastu meczach reprezentacji Polski (19 startów), odnosząc dwa zwycięstwa indywidualne.
Rekordy życiowe:
- bieg na 80 metrów przez płotki – 11,4 (1957)
- skok wzwyż – 1,50 (24 sierpnia 1953, Wrocław)
- skok w dal – 5,75 (25 maja 1958, Białystok)

Była zawodniczką klubów: HKS Bydgoszcz, Kolejarz Toruń, Gwardia Bydgoszcz i OWKS/CWKS/Zawisza Bydgoszcz.